# قرار مجلس الأمن التابع للأمم المتحدة رقم 552
قرار مجلس الأمن التابع للأمم المتحدة رقم 552 الذي اعتمد في 1 يونيو 1984، بعد الاستماع إلى شكاوى من البحرين، الكويت، عمان، قطر، المملكة العربية السعودية ودولة الإمارات العربية المتحدة بشأن هجمات على السفن من قبل إيران، وأدان المجلس الاعتداءات المتكررة، مؤكداً أن يجب على الأعضاء الامتناع عن استخدام التهديدات أو استخدام القوة ضد سفنية تجارية ام مدنية.ثم دعا المجلس جميع الدول إلى احترام حرية الملاحة في المياه الدولية وفقا لل قانون الدولي، داعيا إلى احترام السلامة الإقليمية للدول التي لم تكن جزءً من الصراع بين إيران والعراق. وطالب القرار إيران بوقف الهجمات على السفن التجارية وخلص القرار 552 بالقول أنه إذا لم ينفذ هذا القرار، وأنه سيجتمع مرة أخرى لبحث اتخاذ مزيد من الإجراءات يمكن أن تتخذ في هذا الشأن. وطلب أيضاً إلى الأمين العام خافيير بيريز دي كويلار أن يقدم تقريرا عن التقدم المحرز في تنفيذ القرار 552.